# Władcy Rumunii
W 1860 roku została zawarta unia realna między Wołoszczyzną a Mołdawią, tworząc zjednoczone księstwo, od 1861 roku zwane Rumunią.

## Zjednoczone Księstwa Mołdawii i Wołoszczyzny(od 1861 Księstwo Rumunii) (1859-1881)
- regencja

### Dynastia Cuza
| # | Imię                         |          | Lata życia                 | Lata życia                 | Czas rządów      | Czas rządów              | Rodzice                    |
| # | Imię                         | urodzony | zmarł                      | od                         | do               |                          | Rodzice                    |
| - | ---------------------------- | -------- | -------------------------- | -------------------------- | ---------------- | ------------------------ | -------------------------- |
| 1 | Aleksander Jan I Cuza Ioan I |          | 20 marca 1820 Bârlad       | 15 maja 1873 Heidelberg    | 24 stycznia 1859 | 22 lutego 1866 abdykował | Ioan Cuza Sultana Cozadini |
| − | Lascăr Catargiu              |          | 1 listopada 1823 Jassy     | 11 kwietnia 1899 Bukareszt | 22 lutego 1866   | 20 kwietnia 1866         | −                          |
| − | Nicolae Golescu              |          | 1810 Câmpulung             | 10 grudnia 1877 Bukareszt  | 22 lutego 1866   | 20 kwietnia 1866         | −                          |
| − | Nicolae Haralambie           |          | 27 sierpnia 1835 Kiszyniów | 3 kwietnia 1908 Bukareszt  | 22 lutego 1866   | 20 kwietnia 1866         | −                          |

### DynastiaHohenzollern-Sigmaringen
| # | Imię            |          | Lata życia                   | Lata życia                  | Czas rządów      | Czas rządów   | Rodzice                                                   |
| # | Imię            | urodzony | zmarł                        | od                          | do               |               | Rodzice                                                   |
| - | --------------- | -------- | ---------------------------- | --------------------------- | ---------------- | ------------- | --------------------------------------------------------- |
| 1 | Karol I Carol I |          | 20 kwietnia 1839 Sigmaringen | 10 października 1914 Sinaia | 20 kwietnia 1866 | 15 marca 1881 | Karl Anton von Hohenzollern-Sigmaringen Józefina Badeńska |

## Królestwo  Rumunii(1881-1947)

### DynastiaHohenzollern-Sigmaringen
| #   | Imię                             |          | Lata życia                   | Lata życia                    | Czas rządów          | Czas rządów               | Rodzice                                                    |
| #   | Imię                             | urodzony | zmarł                        | od                            | do                   |                           | Rodzice                                                    |
| --- | -------------------------------- | -------- | ---------------------------- | ----------------------------- | -------------------- | ------------------------- | ---------------------------------------------------------- |
| 1   | Karol I Carol I                  |          | 20 kwietnia 1839 Sigmaringen | 10 października 1914 Sinaia   | 22 maja 1881         | 10 października 1914      | Karl Anton von Hohenzollern-Sigmaringen Józefina Badeńska  |
| 2   | Ferdynand I Ferdinand I          |          | 24 sierpnia 1865 Sigmaringen | 20 lipca 1927 Sinaia          | 10 października 1914 | 20 lipca 1927             | Leopold Hohenzollern-Sigmaringen Antonia Maria Portugalska |
| 3   | Michał I Mihai I                 |          | 25 października 1921 Sinaia  | 5 grudnia 2017 Aubonne        | 20 lipca 1927        | 8 czerwca 1930            | Karol II Helena, księżniczka grecka i duńska               |
| –   | Mikołaj Hohenzollern-Sigmaringen |          | 15 sierpnia 1903 Sinaia      | 9 czerwca 1978 Madryt         | 20 lipca 1927        | 8 czerwca 1930            | –                                                          |
| –   | Miron                            |          | 18 lipca 1868 Toplița        | 6 marca 1939 Cannes           | 20 lipca 1927        | 8 czerwca 1930            | –                                                          |
| –   | Gheorghe Buzdugan                |          | 10 lutego 1867 Fokszany      | 7 października 1929 Bukareszt | 20 lipca 1927        | 7 października 1929       | –                                                          |
| –   | Constantin Sărățeanu             |          | 18 czerwca 1862 Buzău        | 23 maja 1935 Bukareszt        | 9 października 1929  | 8 czerwca 1930            | –                                                          |
| 4   | Karol II Carol II                |          | 15 października 1893 Sinaia  | 4 kwietnia 1953 Estoril       | 8 czerwca 1930       | 6 września 1940 Abdykował | Ferdynand I Maria Koburg                                   |
| (3) | Michał I Mihai I                 |          | 25 października 1921 Sinaia  | 5 grudnia 2017 Aubonne        | 6 września 1940      | 30 grudnia 1947 Usunięty  | Karol II Helena, księżniczka grecka i duńska               |
| −   | Ion Antonescu                    |          | 15 czerwca 1882 Pitești      | 1 czerwca 1946 Jilava         | 6 września 1940      | 23 sierpnia 1944          | −                                                          |